# Gudendorf
Gudendorf er en by og kommune i det nordlige Tyskland, beliggende i Amt Mitteldithmarschen i den centrale del af Kreis Dithmarschen. Kreis Dithmarschen ligger i den sydvestlige del af delstaten Slesvig-Holsten.

## Geografi
Gestkommunen er beliggende ved Landesstraße 138 mellem Meldorf og Sankt Michaelisdonn. Den består ud over Gudendorf, af den afsidesliggende bebyggelse, Gudendorferfeld.